# Valerio di Leuconay
San Valerio di Leuconay, detto anche Walaricus o Valerico (Alvernia, 565 circa – Leuconay, 12 dicembre 619-622), fu un monaco franco, poi abate, del VII secolo; è venerato come santo dalla Chiesa cattolica.

## Biografia
Fattosi religioso in giovane età, entrò nel monastero di Luxeuil nel 594, dove fu discepolo di san Colombano. Ben presto Colombano intuì le sue enormi potenzialità missionarie ed evangelizzatrici e lo mandò in missione dove Valerio convertì al Cristianesimo vaste popolazioni ed attrasse numerosi compagni alla vita eremitica. Si dedicò alla predicazione missionaria, combatté l'idolatria e le superstizioni. Nel 611 fondò un romitorio a Leuconay, presso Amiens, che in seguito divenne l'abbazia di Saint-Valery-sur-Somme; qui conobbe anche san Blitmondo, che gli succedette alla guida dell'abbazia.
Mori il 12 dicembre di un anno tra il 619 e il 622 a Leuconay. Le sue reliquie furono conservate al riparo dai pagani dal vescovo di Amiens fino al 628, quando fu costruita una cappella di venerazione, il 1° di aprile. A difesa dai profanatori, gran parte delle reliquie furono messe in salvo nel IX secolo a Novalesa (Val di Susa, in Piemonte). Quindi, sempre a difesa dalle scorribande saracene, nel 906 furono nascoste presso Sant'Andrea, a Torino (oggi Santuario della Consolata), dove sono tuttora conservate.

## Culto
Viene ricordato sia il 12 dicembre che il 1º aprile: dal Martirologio Romano: «A Lauconne presso Amiens in Francia, san Valerico, sacerdote, che attrasse non pochi compagni alla vita eremitica».